# Black Jack (manga)
Pour les articles homonymes, voir Blackjack.
Black Jack (ブラック・ジャック, Burakku Jakku) est un manga de Osamu Tezuka qui relate les aventures du médecin Black Jack. Il est prépublié entre 1973 et 1983 dans le magazine Weekly Shōnen Champion, puis compilé en un total de dix-sept tomes par Akita Shoten. La version française est initialement publiée aux éditions Glénat, mais sa publication a été interrompue. Elle est reprise par les éditions Asuka dans une collection comptant dix-sept volumes, puis par Kazé en version Deluxe.
Avec 45,6 millions d'exemplaires vendus au Japon, elle est l'une des bande dessinée les plus vendues au monde,.

## Synopsis
Entouré de mystère, Black Jack, surnom de Kuroo Hazama, est un médecin de l'ombre. Il doit son visage bicolore au don de peau fait dans son enfance par un camarade de classe métis le jour où un accident l'a laissé défiguré. Ayant suivi des études de médecine pour honorer son sauveur, il refuse cependant de passer les examens finaux pour protester contre la corruption et le conservatisme qui plombent la médecine japonaise. En marge de la société, il n'hésite pas à venir en aide à quiconque, indépendamment de la moralité de la victime, qui demande du secours. Il peut tout aussi bien exiger des sommes astronomiques  de ses patients (« le prix du silence étant inclus, bien entendu ») que les aider sans rien demander en retour, tout dépendant de leurs possibilités financières et de leur mentalité. Misanthrope, il apprend cependant l'humilité quand il comprend que même lui ne peut rien quand la Mort vient chercher ses patients.

## Personnages principaux
Hazama Kuroo : médecin opérant sans licence officielle. Fils d'un industriel, Kuroo est victime d'une bombe oubliée de la Seconde Guerre mondiale qui explosa dans son voisinage par suite d'un déminage insuffisant du secteur, blessant gravement sa mère qui décède quelques mois plus tard. Très gravement atteint, il est sauvé par le docteur Honma au prix de trois ans d'opérations diverses où son corps est lentement réparé. Manquant de peau pour finir son travail de reconstruction esthétique du visage, le docteur Honma accepte d'utiliser la peau d'un jeune métis, seul véritable ami de Kuroo. Il entreprend, une fois adulte, des études de médecine pour rendre hommage à son sauveur et pour aider à son tour les personnes en difficulté. Mais la bureaucratie et la corruption du système de santé japonais le poussent à ne pas passer les examens finaux et Kuroo opère depuis sans licence. Il se révèle cependant très talentueux et ne commet que rarement des erreurs de diagnostic. Sachant la valeur de son travail, il exige de ses patients des honoraires se comptant en millions de yens ou de dollars, bien qu'il lui arrive souvent de travailler gratuitement ou à perte quand la situation l'exige. Portant le sobriquet de Black Jack, il est aussi connu pour son amoralité, ne prenant jamais en compte la situation morale des victimes à qui il apporte son appui. Les sommes démentielles qu'il exige et obtient souvent lui servent à rechercher et à punir les responsables du chantier qui ont bâclé le déminage de son quartier.
Pinoko : Cette jeune fille se considère comme étant la fiancée de Black Jack, qui lui, ne voit en elle que sa fille. Son aspect de fillette de 5 ans cache en fait une jeune femme qui a vécu ses 18 premières années de vie sous la forme d'un kyste tératogène croissant au sein de sa sœur jumelle. Appelé à opérer, Black Jack a réuni les organes et les membres disparates au sein d'un seul organisme dont il a complété les manques avec des tissus synthétiques. Pinoko est l'assistante officielle de Black Jack quand il opère à domicile. Elle se montre aussi très jalouse envers les belles clientes, en qui elle voit des rivales potentielles. S'estimant plus âgée que son apparence ne l'indique, Pinoko a tenté d'entrer à l'université. Mais la tension nerveuse que lui a causée l'épreuve d'admission lui a fait comprendre qu'elle ne possédait pas encore la maturité nécessaire, aussi accepta-t-elle d'intégrer une école primaire.

## Manga

### Œuvres officielles d'Osamu Tezuka
Le manga a été publié entre 1973 et 1983 en 242 chapitres dans le Weekly Shōnen Champion. Ces chapitres ont été peu à peu réunis par trois éditeurs différents au Japon, Akita Shoten entre 1974 et 2000, Kōdansha entre 1977 et 2010, et Fukkan en 2012.
Des chapitres restent inédits selon l'éditeur Akita Shoten et Kōdansha.

### Œuvres d'autres auteurs
- Black Jack ALIVE par un collectif d'auteurs, 2005, 2 Tomes[4]
- Blackjack : Le médecin en noir par Kenji Yamamoto, Kazé, 2006, 3 Tomes
- Blackjack Neo par Masayuki Taguchi, Kazé, 2008, 2 Tomes
- Black Jack BJ x bj par Akihito Yoshitomi, 2009, 1 Tome[5]
- Black Jack M par un collectif d'auteurs
- Black Jack Aoki Mirai VO par Hitoshi Iwaaki et Masaaki Nakayama, 2011, 1 Tome[6]
- Ray par Akihito Yoshitomi , éditions Asuka , 2002 , 8 tomes
- Black Jack REAL : Kandou no Iryou Taikendan par un collectif d'auteurs, 2013, 1 Tome[7]
- Pinoko Tribute : Atcheon-Briquet ! par un collectif d'auteurs, 2013, 1 Tome
- Young Black Jack par Yoshiaki Tabata et Ookuma Yugo, 2011, Panini Manga

Cette série raconte l'histoire de Kuroo Hazama pendant ses années d'université.

### Série dérivée
Black Jack a inspiré le manga Say Hello to Black Jack de Shūhō Satō, et sa suite Shin Black Jack ni Yoroshiku.

## Anime

### OAVs
En 1992, Black Jack a été adapté en six OAV et un film d'animation, sous la direction d'Osamu Dezaki.
Par la suite, une série de 4 OAV adaptant 4 histoires reprises du manga original a été produite en 2004 pour annoncer la venue d'une série anime télévisée.
Fiche technique :
- Titre Français : Black Jack
- Durée : 10 x 50 min.
- Année de production : 1993 à 2000
- Produit par : Tezuka Production Company Ltd.
- Producteur exécutif : Yoshihiro Shimizu, Takayuki Matsutani
- Producteur : Minoru Kubota, Sumio Udagawa
- Réalisation : Osamu Dezaki
- Musique : Osamu Shoji

En 2000, 1 OAV est réalisé par Shinji Seya, et est nommé Black Jack - L'enfant venu du ciel.
En 2011, 2 OAVs sont réalisés par Satoshi Kuwabara et Masayoshi Nishida, et sont nommés Black Jack FINAL.

### Série internet
En 2001, Black Jack - Internet Hen (ONA) est composé de 12 épisodes de 16 minutes et sont diffusés par la Tezuka Production.
Ces épisodes sont aussi connu par la présence de la pop-star japonaise Utada Hikaru dans l'équipe de doublage, prenant la voix de Pinoko.

### Films d'animation
En 1996, un premier film est réalisé par Osamu Dezaki.
Fiche technique :
- Titre français : Black Jack
- Titre International : Black Jack: The Movie
- Titre original : Burakku jakku
- Durée : 90 min.
- Année de production : 1996
- Produit par : Tezuka Production Company Ltd.
- Producteur exécutif : Yutaka Maseba, Haruyo Kanesaku
- Réalisation : Osamu Dezaki
- Scénario : Osamu Dezaki, Eto Mori, Kihachi Okamoto, Kuniaki Yamashita
- Musique : Eiji Kawamura

La même année, un court-métrage est réalisé :
- Titre international : Black Jack: Capital Transfer To Heian[9]
- Titre original : Black Jack: Heian Sento ブラック・ジャック/平安遷都
- Durée : 10 min.
- Année de production : 1996
- Produit par : Beijing Sharaku Art

Le 17 décembre 2005, un nouveau film est sorti, du même studio que ceux de l'anime. Bien que la série TV soit entièrement inspirée des chapitres d'Osamu Tezuka, le scénario du film est totalement original.
- Titre français : Black Jack: Les 2 médecins de l'ombre
- Titre international : Black Jack: The Two Doctors of Darkness[9]
- Titre original : Black Jack: Futari no Kuroi Isha ブラック・ジャック ふたりの黒い医者
- Durée : 1h37 min.
- Année de production : 2005
- Produit par : SKY Perfect Well Think, Nippon Television Network
- Studio : Tezuka Productions

### Séries télévisées
Entre 2004 et 2006, 61 épisodes de l'animé Black Jack sont diffusés, suivi de 17 épisodes de la suite Black Jack 21.
Ces épisodes ont été réalisés par Makoto Tezuka, le fils d'Osamu Tezuka. L'adaptation des scénarios ainsi que le design des personnages est plus fidèle au manga original dans ces dernières, tout en étant adapté à un public plus large/jeune.
Ceci inclut des conclusions plus positives dans les histoires et l'insertion de personnages récurrents dont la présence n'était pas dans l'original, comme Sharaku, ou encore Largo le chien, dont la présence dans la série originale se limitait à un chapitre, étant donné sa mort à la fin de celui-ci.
En 2023, le fils de Osamu Tezuka, Makoto, a dévoilé un projet de nouvel épisode de Black Jack pour le cinquantième anniversaire du manga. Conçu avec le professeur Kurihara Satoshi, l'épisode est créé à l'aide de l'intelligence artificielle générative, outil notamment utilisé pour créer le scénario ainsi qu'un nouveau personnage.

## Films live

### Black Jack: Un visiteur dans les yeux (1977)
« Black Jack » (présentation de l'œuvre), sur l'Internet Movie Database
- Titre Original : Hitomi no naka no houmonsha
- Réalisé par Nobuhiko Ôbayashi
- Date de sortie : 26 novembre 1977
- Interprète de Black Jack :  Jō Shishido

### Black Jack: Drama (1981)
13 épisodes 
- Titre : 『加山雄三のブラック・ジャック』 « Le Black Jack de Yūzō Kayama»
- Date de diffusion : 8 janvier au 9 avril 1981
- Réalisateurs : Yoshiaki Banshô 番匠義彰, Shigeyuki Yamane 山根成之, Yûsuke Watanabe 渡邊祐介
- Scénario : Miki James ジェームス三木
- Musiques : Mitsuaki Kanno 菅野 光亮 et Hikashu ヒカシュー
- Interprète de Black Jack : Yūzō Kayama

### Black Jack Trilogie (1996)
Cette trilogie est connue comme la Trilogie de Daisuke Ryū, du nom de l’interprète de Black Jack.
- Titre 1 : Burakku jakku

« Black Jack » (présentation de l'œuvre), sur l'Internet Movie Database
- Titre 2 : Black Jack 2: Pinoko ai shiteru

« Black Jack » (présentation de l'œuvre), sur l'Internet Movie Database
- Titre 3 : Black Jack 3: Futari no kuroi isha

« Black Jack » (présentation de l'œuvre), sur l'Internet Movie Database
- Date de sortie : du 25 avril au 25 juin 1996
- Producteur : Tezuka Productions et Bandaï Visual
- Réalisateur : Kazuya Konaka 小中和哉
- Scénario : Izô Hashimoto 橋本以蔵
- Musiques : Naoshi Miyazaki 宮崎尚志
- Interprète de Black Jack : Daisuke Ryū 隆大介
- Interprète de Pinoko：Honami Tajima 田島穂奈美
- Interprète du Docteur Kiriko : Masao Kusakari 草刈正雄

### Black Jack Telefilm Trilogie (2000)
Cette trilogie est connue comme la Trilogie de Masahiro Motoki, du nom de l’interprète de Black Jack.
- Titre 1 : Black Jack
- Date de sortie : 31 mars 2000

« Black Jack » (présentation de l'œuvre), sur l'Internet Movie Database
- Titre 2 : Black Jack 2
- Date de sortie : 29 septembre 2000

« Black Jack » (présentation de l'œuvre), sur l'Internet Movie Database
- Titre 3 : Black Jack 3
- Date de sortie : 26 octobre 2001

« Black Jack » (présentation de l'œuvre), sur l'Internet Movie Database

## Distinctions
En 1975, la série reçoit le « Prix Spécial » de l'Association des auteurs de bande dessinée japonais. Osamu Tezuka remporte pour ce manga et pour L'Enfant aux trois yeux le Prix du manga Kōdansha en 1977, bien que Black Jack n'ait pas été édité par Kōdansha, chose rare pour ce prix. La traduction italienne a remporté le Prix Micheluzzi de la meilleure série étrangère en 2003.